# Jeanne Loriod
Jeanne Loriod, född 13 juli 1928 i Houilles, Yvelines, död 3 augusti 2001 i Juan-les-Pins, Alpes-Maritimes, är den historiskt mest kända utövaren av det elektroniska instrumentet Ondes Martenot. Hon var syster till pianisten Yvonne Loriod.